# Kakamas
Kakamas - miasto w Republice Południowej Afryki, położone w Prowincji Przylądkowej Północnej, w dystrykcie Siyanda, w gminie Kai ǃGarib której jest siedzibą administracyjną.
Przez Kakamas przepływa rzeka Oranje.